# Jaap Bartels
Jaap Maria Bartels (Nijmegen, 20 december 1927 – 's-Hertogenbosch, 5 mei 2001) was een Nederlands politicus van de KVP en later het CDA.
Nadat hij was afgestudeerd in de rechten aan de Katholieke Universiteit Nijmegen ging hij als volontair werken bij de gemeente Mook en Middelaar. In 1954 trad hij in dienst bij de gemeente Lisse en daarnaast was hij docent bij de plaatselijke Middelbare Handelsavondsschool. In oktober 1958 werd de nog maar 30-jarige Bartels benoemd tot burgemeester van Berlicum. Daarnaast was hij nog enige tijd waarnemend burgemeester van Empel en Meerwijk tot die gemeente in 1971 opging in de gemeente 's-Hertogenbosch. In april 1979 volgde zijn benoeming tot burgemeester van Valkenswaard. In juni 1991 ging hij daar vervroegd met pensioen waarmee na bijna 33 jaar een einde kwam aan zijn burgemeesterschap. Bartels overleed tien jaar later op 73-jarige leeftijd.